# Thelypteris crassiuscula
Thelypteris crassiuscula là một loài thực vật có mạch trong họ Thelypteridaceae. Loài này được (C. Chr. & Maxon) Lellinger miêu tả khoa học đầu tiên năm 1977.